# Krzysztof Jassem
Krzysztof Jassem (ur. 11 lutego 1965 w Poznaniu) – polski brydżysta, matematyk, informatyk, profesor nauk inżynieryjno-technicznych, pracownik naukowy Uniwersytetu im. Adama Mickiewicza w Poznaniu, kierownik Zakładu Sztucznej Inteligencji na Wydziale Matematyki i Informatyki UAM i dyrektor Centrum Sztucznej Inteligencji UAM.

## Praca naukowa i zawodowa
- Zajmuje się lingwistyką komputerową, tłumaczeniem automatycznym, komputerową analizą języka[5][6].
- Do 18 czerwca 2013 pełnił funkcję prezesa zarządu firmy Poleng, która w 2003 roku zaczęła pracę nad systemem Translatica. Początek Translatice dała praca doktorska Krzysztofa Jassema.
- 1995 – artykuł, który wprowadzał klasyfikację rzeczowników polskich według ich własności fleksyjnych pod kątem odmiany komputerowej,
- 1997 – stopień doktora, tytuł rozprawy: „Elektroniczny słownik dwujęzyczny w automatycznym tłumaczeniu tekstów” (Instytut Podstawowych Problemów Techniki PAN, promotor: Michał Kleiber)[1]
- 2008 – habilitacja, tytuł pracy: „Przetwarzanie tekstów polskich w systemie tłumaczenia automatycznego POLENG” (Instytut Podstaw Informatyki PAN)[7][1]
- 2021 – tytuł profesora nauk inżynieryjno-technicznych[1]
- 2022 – dyrektor Centrum Sztucznej Inteligencji UAM[8]

## Wyniki brydżowe
Posiada tytuły: World Grand Master (WBF), European Grand Master i European Champion w kategorii Open (EBL) i arcymistrza światowego PZBS. W roku 2006 został odznaczony Brązową Odznaką PZBS. Jest zawodnikiem drużyny Konkret Chełmno.
Jest autorem wielu popularnych publikacji na temat brydża (m.in. Brydż dla samouków, Wspólny Język 2000).

### Rozgrywki krajowe
W rozgrywkach krajowych zdobywał następujące lokaty:
| Drużynowe mistrzostwa Polski | Drużynowe mistrzostwa Polski  | Drużynowe mistrzostwa Polski |
| Sezon                        | Drużyna                       | Pozycja                      |
| ---------------------------- | ----------------------------- | ---------------------------- |
| 2013/14                      | Konkret Chełmno               | 2                            |
| 2010/11                      | Ruch-AZS Politechnika Wrocław | 3                            |
| 2008/09                      | Sygnity AZS P Wrocław         | 2                            |
| 2006/07                      | Eko-Al Poznań                 | 2                            |
| 2005/06                      | Sakura Kraków                 | 1                            |
| 1999                         | Unia Winkhaus Leszno          | 1                            |
| 1998                         | Silesia Gliwice               | 2                            |
| 1997                         | Silesia Gliwice               | 1                            |
| 1995                         | EKO Montex Łaziska            | 1                            |
| 1994                         | EKO Montex Łaziska            | 2                            |
| 1993                         | EKO Montex Łaziska            | 2                            |
| 1992/93                      | AZS Politechnika Wrocław      | 3                            |
| 1991/92                      | AZS Wrocław                   | 2                            |
| 1990/91                      | Czarni Słupsk                 | 1                            |
| 1986/87                      | Budowlani Poznań              | 1                            |
| 1985/86                      | Budowlani Poznań              | 2                            |

| Mistrzostwa Polski Par | Mistrzostwa Polski Par | Mistrzostwa Polski Par | Mistrzostwa Polski Par |
| Rok                    | Kategoria              | Partner                | Pozycja                |
| ---------------------- | ---------------------- | ---------------------- | ---------------------- |
| 2012                   | Open                   | Paweł Jassem           | 2                      |
| 2007                   | Open                   | Krzysztof Martens      | 1                      |
| 1996                   | Open                   | Piotr Tuszyński        | 2                      |
| 1991                   | Open                   | Henryk Wolny           | 2                      |

| Mistrzostwa Polski Teamów | Mistrzostwa Polski Teamów | Mistrzostwa Polski Teamów | Mistrzostwa Polski Teamów |
| Rok                       | Typ                       | Kategoria                 | Pozycja                   |
| ------------------------- | ------------------------- | ------------------------- | ------------------------- |
| 2001                      | IMP                       | Open                      | 1                         |
| 2000                      | Patton                    | Open                      | 1                         |
| 2000                      | IMP                       | Open                      | 1                         |
| 1992                      | IMP                       | Open                      | 1                         |

| Puchar Polski | Puchar Polski    | Puchar Polski |
| Rok           | Drużyna          | Pozycja       |
| ------------- | ---------------- | ------------- |
| 1985/86       | Budowlani Poznań | 1             |

### Olimpiady
W olimpiadach uzyskał następujące rezultaty:
| Olimpiady brydżowe. Zawody teamów | Olimpiady brydżowe. Zawody teamów | Olimpiady brydżowe. Zawody teamów     | Olimpiady brydżowe. Zawody teamów | Olimpiady brydżowe. Zawody teamów | Olimpiady brydżowe. Zawody teamów |
| Rok                               | Miejsce                           | Zawody                                | Kategoria                         | Drużyna                           | Pozycja                           |
| --------------------------------- | --------------------------------- | ------------------------------------- | --------------------------------- | --------------------------------- | --------------------------------- |
| 2016                              | Wrocław                           | 15 World Bridge Games                 | Open                              | Poland                            | 3                                 |
| 2008                              | Pekin                             | 1. Światowe Zawody Sportów Umysłowych | Open                              | Poland                            | 5                                 |
| 2000                              | Lozanna                           | 3. Mistrzostwa o Wielką Nagrodę MKOL  | Open                              | Poland                            | 4                                 |
| 2000                              | Maastricht                        | 11. Olimpiada Brydżowa                | Open                              | Poland                            | 2                                 |

| Olimpiady brydżowe. Zawody Indywidualne | Olimpiady brydżowe. Zawody Indywidualne | Olimpiady brydżowe. Zawody Indywidualne | Olimpiady brydżowe. Zawody Indywidualne | Olimpiady brydżowe. Zawody Indywidualne |
| Rok                                     | Miejsce                                 | Zawody                                  | Kategoria                               | Pozycja                                 |
| --------------------------------------- | --------------------------------------- | --------------------------------------- | --------------------------------------- | --------------------------------------- |
| 2008                                    | Pekin                                   | 1. Światowe Zawody Sportów Umysłowych   | Open                                    | 6                                       |

### Zawody  światowe
W światowych zawodach zdobył następujące lokaty:
| Mistrzostwa Świata. Konkurencja teamów | Mistrzostwa Świata. Konkurencja teamów | Mistrzostwa Świata. Konkurencja teamów        | Mistrzostwa Świata. Konkurencja teamów | Mistrzostwa Świata. Konkurencja teamów | Mistrzostwa Świata. Konkurencja teamów |
| Rok                                    | Miejsce                                | Zawody                                        | Kategoria                              | Drużyna                                | Pozycja                                |
| -------------------------------------- | -------------------------------------- | --------------------------------------------- | -------------------------------------- | -------------------------------------- | -------------------------------------- |
| 2017                                   | Lyon                                   | 43. Mistrzostwa Świata Transnational          | Open                                   | Mazurkiewicz                           | 1                                      |
| 2015                                   | Ćennaj                                 | 42. Drużynowe Mistrzostwa Świata Bermuda Bowl | Open                                   | Poland                                 | 1                                      |
| 2014                                   | Sanya                                  | 14. Mistrzostwa Świata Rosenblum Cup          | Open                                   | Mazurkiewicz                           | 1                                      |
| 2013                                   | Nusa Dua                               | 41. Drużynowe Mistrzostwa Świata Bermuda Bowl | Open                                   | Poland                                 | 3                                      |
| 2011                                   | Veldhoven                              | 40. Drużynowe Mistrzostwa Świata Bermuda Bowl | Open                                   | Poland                                 | 14                                     |
| 2010                                   | Filadelfia                             | 13. Mistrzostwa Świata Rosenblum Cup          | Open                                   | Martens                                | 9                                      |
| 2007                                   | Szanghaj                               | 38. Drużynowe Mistrzostwa Świata Bermuda Bowl | Open                                   | Poland                                 | 12                                     |
| 2005                                   | Estoril                                | 37. Mistrzostwa Świata Transnational          | Open                                   | Mano                                   | 42                                     |
| 2005                                   | Estoril                                | 37. Drużynowe Mistrzostwa Świata Bermuda Bowl | Open                                   | Poland                                 | 20                                     |
| 2003                                   | Monte Carlo                            | 36. Drużynowe Mistrzostwa Świata Bermuda Bowl | Open                                   | Poland                                 | 5                                      |
| 2002                                   | Montreal                               | 11. Mistrzostwa Świata Rosenblum Cup          | Open                                   | Kowalski                               | 5                                      |
| 2000                                   | Southampton                            | 34. Drużynowe Mistrzostwa Świata Bermuda Bowl | Open                                   | Poland                                 | 5                                      |
| 1997                                   | Hammamet                               | 33. Mistrzostwa Świata Transnational          | Open                                   | Jassem                                 | 2                                      |
| 1994                                   | Albuquerque                            | 9. Mistrzostwa Świata Rosenblum Cup           | Open                                   | Krzysztof                              | 33                                     |

| Mistrzostwa Świata. Konkurencja par | Mistrzostwa Świata. Konkurencja par | Mistrzostwa Świata. Konkurencja par | Mistrzostwa Świata. Konkurencja par | Mistrzostwa Świata. Konkurencja par | Mistrzostwa Świata. Konkurencja par |
| Rok                                 | Miejsce                             | Zawody                              | Kategoria                           | Partner                             | Pozycja                             |
| ----------------------------------- | ----------------------------------- | ----------------------------------- | ----------------------------------- | ----------------------------------- | ----------------------------------- |
| 2010                                | Filadelfia                          | 13. Mistrzostwa Świata              | Open                                | Krzysztof Martens                   | 44                                  |
| 2002                                | Montreal                            | 11. Mistrzostwa Świata              | Open                                | Piotr Gawryś                        | 5                                   |
| 1998                                | Lille                               | 10. Mistrzostwa Świata              | Open                                | Piotr Tuszyński                     | 34                                  |

### Zawody europejskie
W europejskich zawodach zdobył następujące lokaty:
| Zawody europejskie. Konkurencja teamów | Zawody europejskie. Konkurencja teamów | Zawody europejskie. Konkurencja teamów    | Zawody europejskie. Konkurencja teamów | Zawody europejskie. Konkurencja teamów | Zawody europejskie. Konkurencja teamów |
| Rok                                    | Miejsce                                | Zawody                                    | Kategoria                              | Drużyna                                | Pozycja                                |
| -------------------------------------- | -------------------------------------- | ----------------------------------------- | -------------------------------------- | -------------------------------------- | -------------------------------------- |
| 2013                                   | Ostenda                                | 6. Otwarte Mistrzostwa Europy             | Open                                   | Mazurkiewicz                           | 1                                      |
| 2009                                   | San Remo                               | 4. Otwarte Mistrzostwa Europy             | Open                                   | Vytas                                  | 58                                     |
| 2007                                   | Wrocław                                | 6. Puchar Europy                          | Open                                   | Eko-Al                                 | 4                                      |
| 2005                                   | Teneryfa                               | 2. Otwarte Mistrzostwa Europy             | Open                                   | Poland 1                               | 17                                     |
| 2003                                   | Mentona                                | 1. Otwarte Mistrzostwa Europy             | Open                                   | Millner                                | 17                                     |
| 1999                                   | Malta                                  | 44. Mistrzostwa Europy Teamów             | Open                                   | Poland                                 | 6                                      |
| 1988                                   | Płowdiw                                | 11. Młodzieżowe Mistrzostwa Europy Teamów | Juniorzy                               | Poland                                 | 6                                      |
| 1984                                   | Hasselt                                | 9. Młodzieżowe Mistrzostwa Europy Teamów  | Juniorzy                               | Poland                                 | 7                                      |

| Zawody europejskie. Konkurencja par | Zawody europejskie. Konkurencja par | Zawody europejskie. Konkurencja par | Zawody europejskie. Konkurencja par | Zawody europejskie. Konkurencja par | Zawody europejskie. Konkurencja par |
| Rok                                 | Miejsce                             | Zawody                              | Kategoria                           | Partner                             | Pozycja                             |
| ----------------------------------- | ----------------------------------- | ----------------------------------- | ----------------------------------- | ----------------------------------- | ----------------------------------- |
| 2013                                | Ostenda                             | 6. Otwarte Mistrzostwa Europy       | Open                                | Marcin Mazurkiewicz                 | 20                                  |
| 2009                                | San Remo                            | 4. Otwarte Mistrzostwa Europy       | Open                                | Krzysztof Martens                   | 2                                   |
| 2007                                | Antalya                             | 3. Otwarte Mistrzostwa Europy       | Open                                | Krzysztof Martens                   | 10                                  |
| 2005                                | Teneryfa                            | 2. Otwarte Mistrzostwa Europy       | Open                                | Krzysztof Martens                   | 149                                 |
| 2001                                | Sorrento                            | 11. Mistrzostwa Europy Par          | Open                                | Piotr Tuszyński                     | 40                                  |
| 1999                                | Warszawa                            | 10. Mistrzostwa Europy Par          | Open                                | Piotr Tuszyński                     | 7                                   |
| 1997                                | Haga                                | 9. Mistrzostwa Europy Par           | Open                                | Piotr Tuszyński                     | 84                                  |
| 1995                                | Rzym                                | 8. Mistrzostwa Europy Par           | Open                                | Krzysztof Oppenheim                 | 25                                  |
| 1991                                | Montecatini                         | 6. Mistrzostwa Europy Par           | Open                                | Henryk Wolny                        | 41                                  |

### Inne zawody
W innych zawodach zdobył następujące lokaty:
| Inne zawody. Konkurencja teamów | Inne zawody. Konkurencja teamów | Inne zawody. Konkurencja teamów                        | Inne zawody. Konkurencja teamów | Inne zawody. Konkurencja teamów | Inne zawody. Konkurencja teamów |
| Rok                             | Miejsce                         | Zawody                                                 | Kategoria                       | Drużyna                         | Pozycja                         |
| ------------------------------- | ------------------------------- | ------------------------------------------------------ | ------------------------------- | ------------------------------- | ------------------------------- |
| 2008                            | Detroit                         | Spring Championships – Vanderbild Knockout Teams, 2008 | Open                            | -                               | 1                               |
| 2001                            | Las Vegas                       | Cavendisj Invitational. 2001                           | Open                            | -                               | 1                               |

| Inne zawody. Konkurencja par | Inne zawody. Konkurencja par | Inne zawody. Konkurencja par                  | Inne zawody. Konkurencja par | Inne zawody. Konkurencja par | Inne zawody. Konkurencja par |
| Rok                          | Miejsce                      | Zawody                                        | Kategoria                    | Partner                      | Pozycja                      |
| ---------------------------- | ---------------------------- | --------------------------------------------- | ---------------------------- | ---------------------------- | ---------------------------- |
| 2001                         | Londyn                       | Top 16. London. Sanday Times i Macallan. 2001 | Zaproszenie                  | Piotr Tuszyński              | 3                            |
| 2000                         | Londyn                       | Top 16. London. Sanday Times i Macallan. 2000 | Zaproszenie                  | Piotr Tuszyński              | 3                            |

## Życie prywatne
Jest synem prof. Wiktora Jassema, mężem Magdaleny Jassem. Troje dzieci: Piotr, Paweł (obaj brydżyści sportowi) i Małgorzata.